# Johannes Voet

Portret van de jonge Johannes Voet door Nicolaes Maes

Johannes Voet (Utrecht, 3 oktober 1647 - Leiden, 11 september 1713) was een Nederlands rechtsgeleerde wiens werk nog steeds invloedrijk is in het Rooms-Hollands recht. Voet behoort op dit gebied tot de zogenaamde 'oude autoriteiten', samen met onder andere Hugo de Groot, Simon van Leeuwen, Gerloff Scheltinga, Willem Schorer, Hendrik Jan Arntzenius en Dionysius Godefridus van der Keessel.

## Leven
Voet werd geboren in Utrecht, hij was de zoon van Paulus Voet, die een zoon was van de voor de Gereformeerde Kerk invloedrijke theoloog Gisbertus Voetius. Men vermoedt dat hij in Utrecht studeerde, waarna hij hoogleraar werd in Herborn. In 1673 werd Voet benoemd tot hoogleraar in de rechtsgeleerdheid aan de Universiteit Utrecht. In 1679 en 1680 was hij daar rector magnificus.:327 Vanaf 1680 tot zijn overlijden was hij hoogleraar te Leiden en decaan van de faculteit der rechtsgeleerdheid, waar hij ook twee maal tot rector werd gekozen.
Privé was hij diaken bij de Nederlandse Hervormde Kerk waar hij later ook de functie van penningmeester had. Hij stierf in Utrecht.

## Werk
Het beroemdste werk van Voet is zijn Commentarius Ad Pandectas (Commentaar op de digesten) uit 1698. In tegenstelling tot het werk van andere juristen van zijn tijd, was Voets Commentaar niet louter een wetenschappelijke verhandeling, maar ook een streven om aan te tonen hoe die oude wetten in de dagelijkse rechtspraktijk konden worden toegepast. Het vertoont zowel trekken van het juridisch humanisme, maar kan ook beschouwd worden als een Nederlandse vorm van het Usus modernus Pandectarum. In de negentiende eeuw werd het integraal in het Duits vertaald en tot op heden is het een belangrijke rechtsbron voor het in Zuid-Afrika toegepaste Rooms-Hollands recht.

### Verdere werken
- Compendiem juris adjectis differentiis Civilis et Canonici (1682)
- Commentarius ad pandectas: in quo, praeter Romani juris principia ac controversias illustriores, jus etiam hodiernum et praecipuae fori quaestiones excutiuntur
- De Usufructu (1704)
- Elementa juris secundum ordinem Inst. Justiniani (vertaald in het Nederlands als De Beginzels des Rechts – een commentaar op de Instituten uit het Corpus Iuris Civilis van het Byzantijnse Rijk, opgesteld onder keizer Justinianus.
- De familia erciscunda
- De jure Militari
- De Tutoribus
- Verscheidene adviezen in de Utrechtsche Consultatiën

## Voetstoots
Het begrip 'voetstoots aannemen' wordt in verbinding gebracht met Johannes Voet. Het is een rechtsfiguur uit het handelsrecht, en betekent dat men kocht op eigen bate en schade, een exoneratieclausule waarin de verkoper elke garantie op gebreken, en dus een beroep op dwaling uitsluit. Bij het voetstoots verkopen kunnen de kopers de koopwaar te voren niet onderzoeken; men moet het nemen zoals het zich voordoet.